# Potoc
Potoc – wieś w Rumunii, w okręgu Caraș-Severin, w gminie Sasca Montană. W 2011 roku liczyła 280 mieszkańców. 